# Culicoides tororoensis
Culicoides tororoensis är en tvåvingeart som beskrevs av Khamala och Kettle 1971. Culicoides tororoensis ingår i släktet Culicoides och familjen svidknott. Inga underarter finns listade i Catalogue of Life.